# Earl of Cranbrook

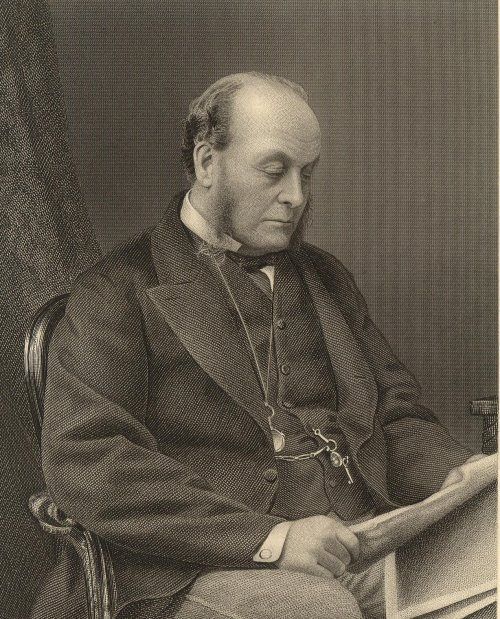
Gathorne Gathorne-Hardy, 1. Earl of Cranbrook

Wappen der Earls of Cranbrook

Earl of Cranbrook ist ein erblicher britischer Adelstitel in der Peerage of the United Kingdom, der nach der Stadt Cranbrook in Kent benannt ist.
Stammsitz der Familie ist Great Glemham House in Great Glemham bei Saxmundham in Suffolk.

## Verleihung und nachgeordnete Titel
Der Titel wurde am 22. August 1892 für den konservativen Politiker Gathorne Gathorne-Hardy, 1. Viscount Cranbrook, geschaffen. Zusammen mit dem Earldom wurde ihm der nachgeordnete Titel Baron Medway, of Hemsted in the County of Kent, verliehen. Bereits am 4. Mai 1878 war ihm der Titel Viscount Cranbrook, of Hemsted in the County of Kent, verliehen worden.

## Liste der Earls of Cranbrook (1892)
- Gathorne Gathorne-Hardy, 1. Earl of Cranbrook (1814–1906)
- John Gathorne-Hardy, 2. Earl of Cranbrook (1839–1911)
- Gathorne Gathorne-Hardy, 3. Earl of Cranbrook (1870–1915)
- John Gathorne-Hardy, 4. Earl of Cranbrook (1900–1978)
- Gathorne Gathorne-Hardy, 5. Earl of Cranbrook (* 1933)

Titelerbe (Heir apparent) ist der Sohn des aktuellen Titelinhabers John Gathorne-Hardy, Lord Medway (* 1968).